# کریسا میلر
کریسا میلر (انگلیسی: Chrissa Miller) یکی از شرکت‌کنندگان دوشیزه ایالات متحده آمریکا در سال ۲۰۰۵ بوده است.